# Certificado General de Educación Secundaria (GCSE) (Reino Unido)

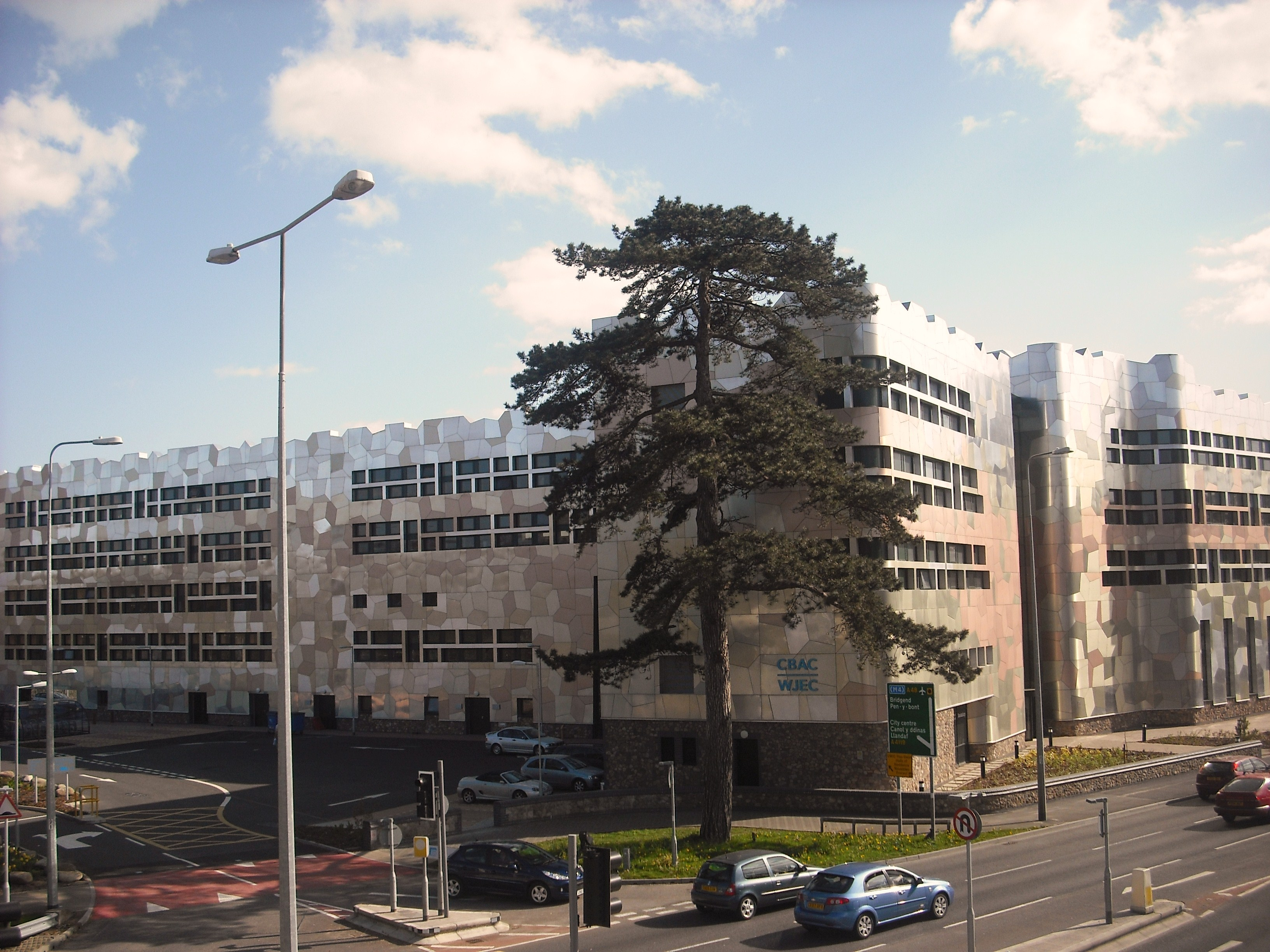
Cuarteles de la GSCE en Cardiff, Reino Unido.

El Certificado General de Educación Secundaria (en inglés: General Certificate of Secondary Education o, en sus siglas, GCSE) es un grupo de títulos británicos obtenidos a través de exámenes que llevan a cabo estudiantes de entre 15 y 16 años en las escuelas secundarias de Gales, Inglaterra e Irlanda del Norte (en Escocia, el Grado Estándar es su equivalente). 
Los sistemas educativos de otros territorios británicos, como Gibraltar y la excolonia de Sudáfrica, también utilizan las mismas calificaciones. A pesar de que por lo general los exámenes se realizan entre esas edades, algunos estudiantes tienen la oportunidad de rendir uno o más GCSEs antes.
Se realizó por primera vez, en 1988, con un gobierno de un partido conservador. Los estudiantes deben decidir las asignaturas que deben estudiar en el año 9; en el año 10 los estudiantes deben de elegir sus asignaturas y, en el año 11, los alumnos estudian sus asignaturas, realizando los exámenes al final del año.
Al final del curso de dos años de GCSE, cada estudiante recibe una calificación por materia. Las calificaciones que determinan que el estudiante apruebe una materia van de la C - A*. De la U - D usualmente exigen presentar el examen otra vez ya que la mayoría de trabajos en Reino Unido exigen una "C" (pass/aprobar) como mínimo o más, las notas están destacadas en la parte inferior:
- A* pass
- A  pass
- B  pass
- C  pass
- D
- E
- F
- G
- U (sin clasificar)

Actualmente, esta puntuación, notas de los exámenes, ya no se enumeran con letras sino con números. Así pues el puntaje más bajo o G se correspondería con nota 1 y el más alto o A* ahora pasaría a denominarse 9. Los exámenes sin clasificación siguen recibiendo la nota U.
Los alumnos reciben las calificaciones o notas en la semana de trabajo, y si  han suspendido asignaturas, tienen que recuperarlas en el mes de agosto, usualmente en día jueves de la semana correspondiente. Para eso, deben de ir a la institución educativa, escuela, y una persona autorizada les entrega previamente un sobre con un número asignado a cada estudiante antes de presentarse al examen. Cambridge y Edexcel permiten ver los resultados en línea.